# Чеченцы во Франции
Чеченцы во Франции — чеченская диаспора во Франции. По состоянию на март 2018 года её численность составляла 29 тысяч человек.

## История

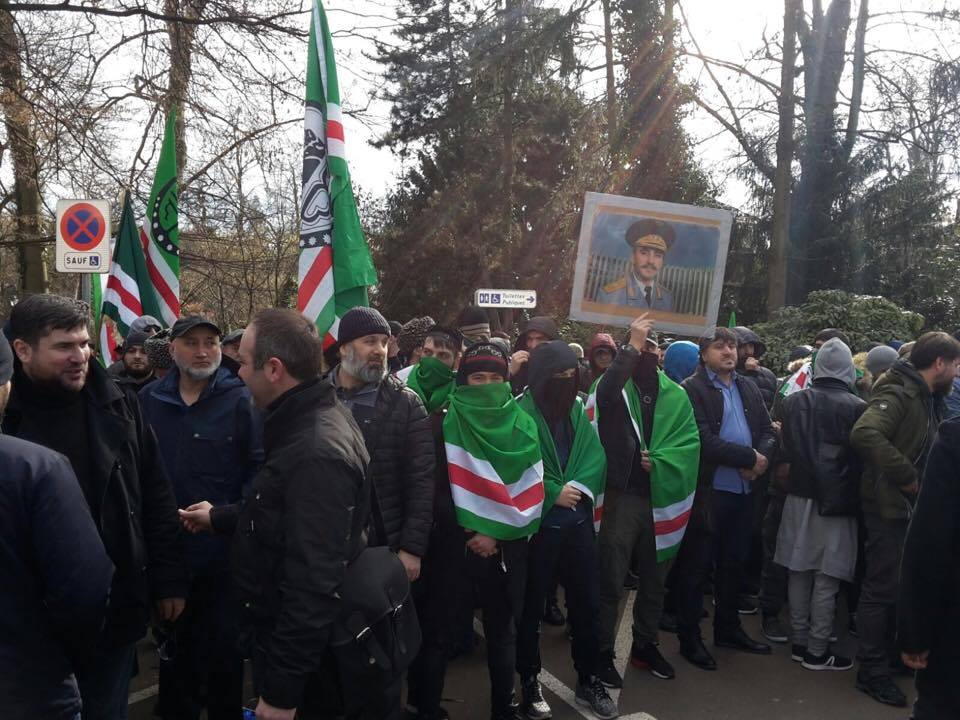
Митинг в Страсбурге 23 февраля 2017 года в память депортации чеченцев и ингушей.

Основной поток чеченских беженцев хлынул во Францию после первой и второй чеченских войн. С тех пор миграция в Европу не прекращается. Причинами её продолжения являются неустойчивая политическая ситуация и нарушения прав человека.
До этого во Францию эмигрировали лишь отдельные представители чеченского народа. Одним из самых известных чеченских эмигрантов стал Тапа Чермоев. На Парижской мирной конференции в 1919-1920 годах он представлял Горскую республику, безуспешно пытаясь добиться её международного признания. После провала своей миссии он остался во Франции.
Чеченцы являются одной из основных этнических групп среди беженцев с Северного Кавказа. По неподтверждённым данным, в течение 2011—2012 годов примерно 60 тысяч чеченцев переехало из Чечни в Европу. При этом надо учесть ещё примерно 100 тысяч чеченцев, которые уже жили в Европе до этого. Большие чеченские диаспоры есть также в Австрии (25 тысяч человек), Бельгии (17 тысяч), Германии (12 тысяч) и т. д.
Хотя основная масса чеченцев является приверженцами умеренного ислама, власти Франции обеспокоены наличием в среде диаспоры религиозных радикалов. Есть сообщения о нескольких арестах фундаменталистов, являющихся выходцами из Чечни.
В течение многих лет в Европе основными претендентами на получение статуса беженца были чеченцы. Для них число положительных решений по этому вопросу составлял 94 % от числа заявлений. Но постепенно эта цифра снизилась до 31 %.
Тысячи чеченских студентов учатся в лучших университетах Европы. В Европе выросло поколение чеченских учёных, которые получили учёные степени на новом месте жительства. Чеченская диаспора дала большое число высококлассных спортсменов. Например, в 2012 году восемь чеченцев стали победителями чемпионата Франции по греко-римской борьбе.
В 2020 году во Франции произошло резонансное убийство Самюэля Пати. 18-летний чеченец убил и обезглавил Пати, после чего был застрелен полицией во время задержания.

## Спорт
В 2012 году восемь чеченцев стали победителями чемпионата Франции по греко-римской борьбе. Вся сборная Франции на чемпионате Европы по борьбе 2023 года среди молодёжи по вольной борьбе состояла из чеченцев. В 2025 году чеченские борцы завоевали более половины медалей чемпионата страны по вольной борьбе.